# Bombardeo de un convoy de ambulancias en Al-Shifa
El bombardeo de un convoy de ambulancias en Al-Shifa fue un ataque aéreo llevado a cabo por la Fuerzas de Defensa de Israel (FDI) el 3 de noviembre de 2023, en el curso de la guerra de Gaza. El ataque alcanzó un convoy de ambulancias que salía del Hospital Al-Shifa en Gaza y que transportaba a pacientes gravemente heridos para recibir tratamiento en Egipto. Según el Ministerio de Salud de Gaza, en el ataque murieron al menos a quince personas y otras sesenta resultaron heridas. La Sociedad de la Media Luna Roja Palestina (MLRP), que formaba parte del convoy, afirmó que las quince personas asesinadas eran civiles. El ataque aéreo también causó daños al propio hospital.
La salida del convoy de ambulancias se anunció con antelación y contó con la participación de la Media Luna Roja Palestina.
Las Fuerzas de Defensa de Israel reconocieron haber lanzado un ataque aéreo contra «una ambulancia que las fuerzas identificaron como utilizada por una célula terrorista de Hamás muy cerca de su posición en la zona de combate», y añadió que «varios agentes terroristas de Hamás murieron en el ataque», aunque no se ha podido confirmar el uso de las ambulancias por parte de Hamás ni la muerte de ningún militante. El Ministerio de Salud de Gaza negó cualquier uso militar de las ambulancias  y un funcionario de Hamás calificó la afirmación israelí de «infundada». El Washington Post no encontró evidencia de uso militar basándose en informes de primera mano y una revisión de la evidencia fotográfica y de vídeo.
El ataque aéreo fue condenado por la Organización Mundial de la Salud,mientras que Human Rights Watch calificó el incidente como «aparentemente ilegal» y pidió que el ataque fuera investigado como un potencial crimen de guerra.

## Antecedentes

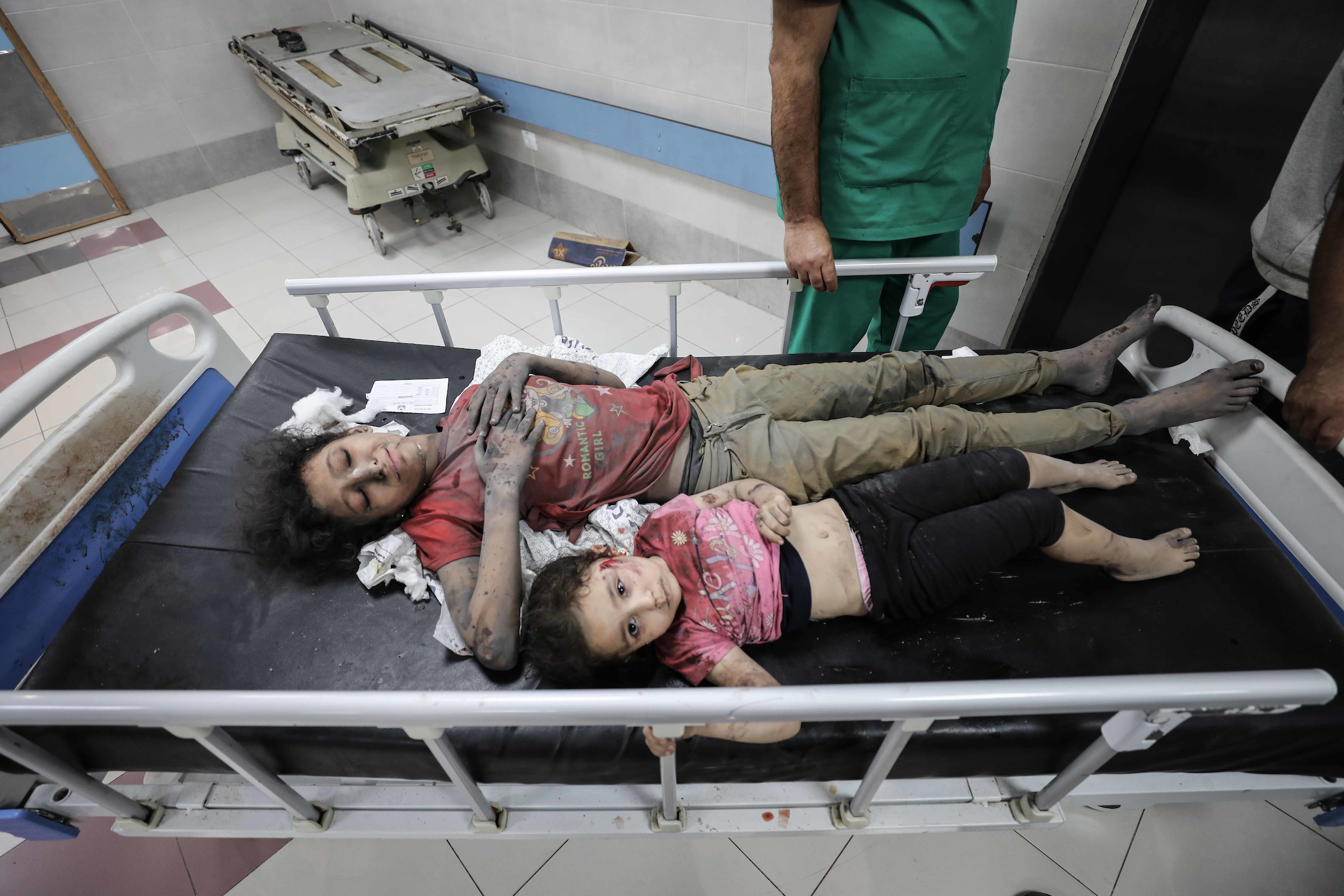
Niños palestinos heridos en la abarrotada sala de emergencias del hospital Al-Shifa, después de un ataque aéreo israelí el 11 de octubre de 2023.

El Hospital Al-Shifa es el centro médico más grande de la Franja de Gaza. Antes de este ataque y desde el inicio de la guerra, Israel había atacado otras siete ambulancias de la Media Luna Roja Palestina y matado a cuatro miembros de su personal.
El lunes 16 de octubre de 2023, Israel ordenó la evacuación del hospital Al Shifa y del resto de hospitales del norte de Gaza. Sin embargo, debido a la insuficiencia de camas en los hospitales aún operativos en el sur de la Franja de Gaza y a la falta de medios para transportar pacientes, como recién nacidos en incubadoras o pacientes con ventiladores, las órdenes de evacuación fueron consideradas en general como imposibles de cumplir.
El viernes 27 de octubre de 2023, Israel acusó a Hamás de utilizar los hospitales de la Franja de Gaza como escudos humanos. Las FDI alegaron que el cuartel general de mando de Hamás se encontraba debajo del hospital Al Shifa, conectado a depósitos de armas y otra infraestructura militar a través de una extensa red de túneles subterráneos. Por su parte los palestinos han denunciado las reiteradas amenazas de Israel de evacuar centros sanitarios bajo amenaza de ataque, así como ataques en sus alrededores que causaron desperfectos, heridos o incluso muertos.  El funcionario político de Hamás, Ezzat El-Reshiq, negó las acusaciones de Israel y dijo que las afirmaciones «no tienen fundamento en la verdad», además advirtió que estas acusaciones eran un intento de «allanar el camino para atacar un hospital que contiene miles de heridos y alberga a más de 40 000 personas desplazadas». El antiguo relator de la ONU, Michael Lynk, afirmó que al hacer estas declaraciones las FDI estaban preparando a «la opinión pública para los ataques venideros».
El 1 de noviembre de 2023, Egipto anunció que el cruce fronterizo de Rafah estaría abierto para evacuaciones limitadas de palestinos con pasaportes extranjeros y pacientes gravemente heridos. Según un alto funcionario de la administración estadounidense, las negociaciones sobre la reapertura del cruce fronterizo se complicaron por el deseo de Hamás de incluir a los combatientes heridos en la lista de evacuados. Hamás indicó que estaba dispuesto a permitir que ciudadanos extranjeros abandonaran Gaza siempre que ciertos palestinos heridos también pudieran hacerlo. Aproximadamente un tercio de la lista inicial de evacuados propuestos proporcionada por Hamás estaba compuesta por combatientes heridos de Hamás. Sin embargo, Estados Unidos, Egipto e Israel rechazaron la idea de permitir la salida de los combatientes heridos a través de Egipto.
El jueves 2 de noviembre de 2023, las FDI rodearon la ciudad de Gaza en el contexto de la invasión israelí de la Franja de Gaza en 2023.

## Ataque aéreo

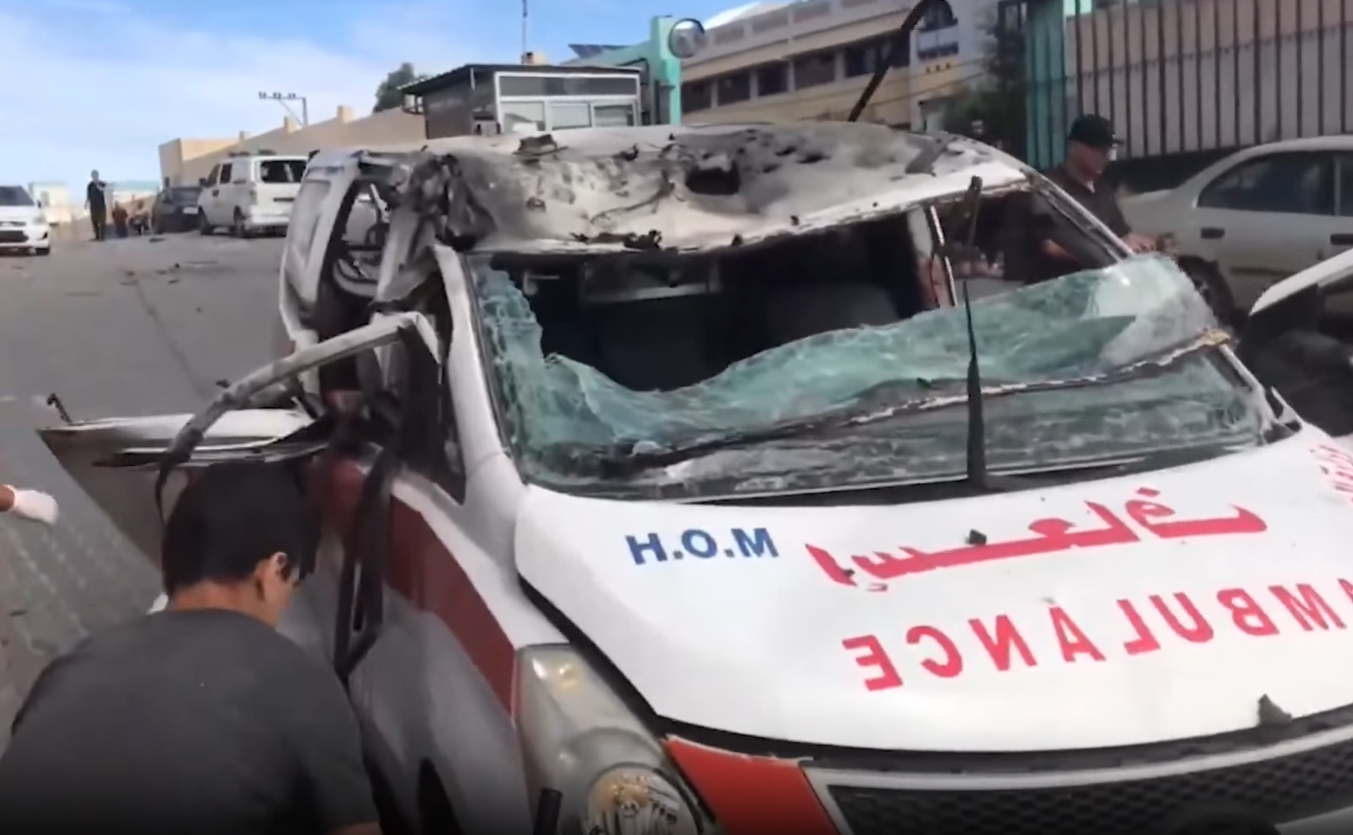
Ambulancia de la Media Luna Roja Palestina destruida por un ataque aéreo israelí en octubre de 2023.

El ataque aéreo israelí se produjo cuando un convoy de ambulancias partía del hospital Al-Shifa trasportando entre quince y veinte pacientes gravemente heridos.  El convoy se dirigía al recientemente reabierto cruce de Rafah con Egipto cuando fue atacado. El convoy fue atacado en varios lugares, incluso fuera de la puerta del hospital y en la plaza Ansar. El ataque mató al menos a trece personas e hirió a muchas más, según el director del hospital Al Shifa, Mohammad Abu Salmiya. El portavoz del Ministerio de Salud de Gaza, Ashraf al-Qudra, afirmó que quince personas habían muerto y sesenta habían resultado heridas.
Después del ataque, aparecieron imágenes gráficas en las redes sociales de alrededor de una docena de personas aparentemente muertas tendidas boca abajo en medio de charcos de sangre, mientras la gente se apresuraba a ayudar. También en el lugar había un caballo muerto atado a un carro, así como una ambulancia de la Media Luna Roja Palestina salpicada de sangre. Las autoridades sanitarias palestinas habían anunciado con antelación la salida del convoy de ambulancias. Al-Qudra declaró que: «Informamos a la Cruz Roja y a la Media Luna Roja, informamos al mundo entero, que esas víctimas estaban alineadas en esas ambulancias. Se trataba de un convoy médico». El Comité Internacional de la Cruz Roja (CICR) confirmó a CNN que recibieron una solicitud para escoltar el convoy, pero dijo que finalmente no formaban parte del convoy.
La Media Luna Roja Palestina confirmó que una de sus ambulancias fue alcanzada, aunque su personal resultó ileso. Sin embargo, un portavoz señaló que la zona afectada por el ataque estaba «extremadamente abarrotada» de civiles en ese momento».
El director del hospital afirmó que los nombres de los heridos en el convoy de ambulancias estaban en una lista de evacuados autorizados, y el Ministerio de Salud de Egipto dijo que sólo diecisiete de los veintiocho evacuados heridos que tenían previstos entrar en Egipto para recibir tratamiento médico, el 3 de noviembre de 2023, pudieron hacerlo debido al ataque aéreo.
Bisan Owda, una cineasta palestina, que estaba cerca cuando ocurrió el ataque, en una entrevista con la BBC dijo que «algunas personas perdieron sus piernas, sus manos, las personas estaban tratando de cargar a los heridos. La gente estaba llorando, tratando de encontrarse unos con otros».

## Autoría
El ejército israelí confirmó el ataque y afirmó que una de las ambulancias estaba siendo utilizada por una «célula terrorista de Hamás» y que se encontraba muy cerca de su posición en la zona de combate. También afirmó que los combatientes de Hamás murieron en el ataque y acusó a Hamás de transportar milicianos y armas en ambulancias, aunque no ha proporcionado evidencia que lo compruebe, además aseguraron, el 3 de noviembre de 2023, que tenían intención de publicar detalles adicionales sobre el ataque aéreo y que ya habían compartido información de inteligencia con agencias cooperantes, al tiempo que añadieron que Hamás solía utilizar ambulancias para trasladar combatientes y armas. Hamás ha negado ambas acusaciones. Si bien Israel afirmó que solo había atacado una ambulancia, la Media Luna Roja Palestina lo contradijo y dijo que Israel había atacado varias ambulancias diferentes.
El periódico estadounidense Washington Post informó que el vídeo de lo ocurrido «mostraba a mujeres y niños entre las víctimas, y no se podían ver armas ni personas vestidas con ropa militar».

## Reacciones
El director general de la Organización Mundial de la Salud, Tedros Adhanom Ghebreyesus, declaró que estaba «totalmente conmocionado por los informes de ataques a ambulancias que evacuaban a pacientes cerca del hospital Al-Shifa en Gaza, que provocaron muertes, lesiones y daños» y añadió que los pacientes, los trabajadores sanitarios y las instalaciones médicas deben estar siempre protegidos.
El secretario general de las Naciones Unidas, Antonio Guterres, afirmó estar «horrorizado» por el ataque. El político griego Yanis Varoufakis escribió, que «Incluso si la ambulancia llevaba a un jefe supremo de Hamás, bombardearla viola la Convención de Ginebra». 
El 7 de noviembre, Human Rights Watch determinó que el ataque era «aparentemente ilegal y debería ser investigado como un posible crimen de guerra», señaló que se debe permitir que las ambulancias y otros medios de transporte sanitario funcionen y estén protegidas en todas las circunstancias. Añadió que el uso de ambulancias con fines militares también iría en contra de las reglas de la guerra, pero no encontró pruebas de ello. Al comentar sobre lo que un portavoz de las FDI había dicho a un medio israelí ese día: «nuestras fuerzas vieron a terroristas usando ambulancias como vehículo para moverse. Percibieron una amenaza y, en consecuencia, atacamos esa ambulancia», Human Rights Watch dijo que las ambulancias solo perderían sus protecciones bajo el derecho internacional. si estuvieran cometiendo «actos perjudiciales» para Israel, y su director para Medio Oriente y África del Norte dijo: «para que las autoridades israelíes afirmen que su mortal ataque del 3 de noviembre contra una ambulancia en una zona muy concurrida fue legal, necesitan hacer más que simplemente Insistir en que los combatientes palestinos estaban utilizando una ambulancia como transporte».